# Козел, Уршуля
Уршу́ля Ко́зел (пол. Urszula Kozioł; 20 июня 1931, Ракувка, Люблинское воеводство — 20 июля 2025, Вроцлав) — польская поэтесса, писательница, очеркист, педагог, автор драматических произведений для взрослых и детей.

## Биография
После войны окончила Вроцлавский университет. В 1950-х годах работала учителем средней школы. Дебютировала, как поэт в 1953 году. Принадлежала к, так называемому, литературному поколению «Współczesności» («Современности»). В 1956 году была одним организаторов вроцлавского студенческого журнала «Poglądy» («Мнения») (запрещён в 1957 году).
С 1965 по 1967 год — директор Вроцлавского культурного центра. С 1971 года — руководитель литературного отдела ежемесячника «Одра». Во время военного положения в ПНР, работала в архиепархиальном благотворительном комитете. Участвовала в деятельности подпольного литературного, а затем — и разрешённого властями польского ПЕН-клубе. Стажировалась по студенческим грантам в США (1991) и Франции (1993). В 2003 году получила звание почётного доктора Вроцлавского университета.
Скончалась 20 июля 2025 года.

## Избранные произведения
сборники стихов
- Резиновые прокладки / Gumowe klocki (1957),
- В ритме корней / W rytmie korzeni (1963),
- Полоса и радиус / Smuga i promień (1965),
- Список посещений / Lista obecności (1967),
- В ритме солнца / W rytmie słońca (1974),
- Żalnik (1989),
- Остановки слова / Postoje słowa (1994),
- Большая пауза / Wielka pauza (1996),
- В жидком состоянии / W płynnym stanie (1998); повести
- Остановки памяти / Postoje pamięci (1964),
- Птицы для мысли / Ptaki dla myśli (1971),
- Horrendum (2010)

рассказы
- Noli me tangere (1984),

пьесы
- Независимая женщина / Kobieta niezależna (1976),
- Раскрашенный король / Król malowany (1978),
- Семейный совет / Narada familijna (1978),

произведения и песни для детей
- Волшебное имя / Magiczne imię (1986),

очерки и эссе
- Отдельные мечты и притчи / Osobnego sny i przypowieści (1966),
- Из приемной / Z poczekalni (1978) и др.

Уршу́ля Ко́зел также является автором многих афоризмов (Война не кончается, она отдыхает).

## Награды и премии
- Золотой Крест Заслуги (1974),
- Кавалерский крест Ордена возрождения Польши (1981),
- Командорский крест Ордена возрождения Польши (1997),
- Премия красной розы (1963),
- Премия им. Станислава Пентака (1965),
- Премия фонда им. Косцельских (1969),
- Премия министра культуры и искусства ПНР 2 степени (1971),
- Первая премия на фестивале в Копенгагене (1982),
- Литературная премия польского ПЕН-клуба (1983)
- Литературная премия ФРГ — Der Eichendorff Literatur-Preis (2002)
- Доктор honoris causa Вроцлавского университета (2003)
- Почётный гражданин г. Билгорай (2010)
- Вроцлавская поэтическая премия «Силезиус» (2011)